# Romeo Benetti
Romeo Benetti (20. říjen 1945, Albaredo d'Adige, Itálie) je bývalý italský fotbalový záložník a trenér. Jako fotbalista patřil mezi ty hráče, kteří byli kvůli své agrsivní hře u protihráčů nepopulární. Byl obdařen obzvláště robustní postavou a byl velice bojovný, drzý a agresivní.
První fotbalovou zkušenost měl ve čtvrté lize v Bolzanu. Po ročním hraní se dostal ze třetiligové kluby Sieny a Taranta v roce 1967 do druholigového Palerma, odkud si jej za 300 milionů lir koupil slavný Juventus. Jenže trenér Bianconeri Heriberto Herrera jej moc nestavěl a raději jej po jedné sezoně vyměnil do Sampdorie za Moriniho a Vieriho. I u Sampdorie zůstal jen jednu sezonu a po sezoně 1969/70 jej koupil Milán.
Za Rossoneri hrál šest sezon a trenér Nereo Rocco jej nasazoval jako defenzivního záložníka.
Tady posbíral řadu důležitých umístění: v prvních třech letech byl třikrát druhý v lize. Vyhrál zde
dvakrát italský pohár (1971/72, 1972/73) a dvakrát za sebou byl ve finále poháru PVP a jednou ji vyhrál (1972/73). V poslední sezoně 1975/76 dělal kapitána. Odehrál za ně celkem 251 utkání a vstřelil 49 branek.
V roce 1976 byl vyměněn do Juventusu za Capella. U Binaconeri vytvořil na tři roky skvělou záložní řadu s Furinim a Tardellim. Získal zde své dva tituly (1976/77, 1977/78), jedno vítězství v italském poháru (1978/79) a také pohár UEFA (1976/77). Za Bianconeri hrál tři sezony a nastoupil celkem do 159 utkání a vstřelil 23 branek.
Poslední dvě sezony kariéry strávil v Římě. Přešel zde v roce 1979 na přání prezidenta klubu Dina Violy. Za vlky odehrál jen 42 utkání, kvůli zdraví jich nestihl víc. I tak slavil dvě vítězství v italském poháru (1979/80, 1980/81).
Po fotbalové kariéře se stal trenérem, ale výrazných úspěchů nezaznamenal.

## Hráčská statistika
| Sezóna  | Klub      | Liga    | Liga   | Liga       | Ligové poháry | Ligové poháry | Ligové poháry | Kontinentální poháry | Kontinentální poháry | Kontinentální poháry | Celkem | Celkem |
| Sezóna  | Klub      | Soutěž  | Zápasy | Obdr. Góly | Soutěž        | Zápasy        | Góly          | Soutěž               | Zápasy               | Góly                 | Zápasy | Góly   |
| ------- | --------- | ------- | ------ | ---------- | ------------- | ------------- | ------------- | -------------------- | -------------------- | -------------------- | ------ | ------ |
| 1963/64 | Bolzano   | Serie D | 32     | 10         | -             | 0             | 0             | -                    | 0                    | 0                    | 32     | 10     |
| 1964/65 | Siena     | Serie C | 31     | 7          | -             | 0             | 0             | -                    | 0                    | 0                    | 31     | 7      |
| 1965/66 | Taranto   | Serie C | 30     | 7          | -             | 0             | 0             | -                    | 0                    | 0                    | 30     | 7      |
| 1966/67 | Taranto   | Serie C | 33     | 4          | -             | 0             | 0             | -                    | 0                    | 0                    | 33     | 4      |
| 1967/68 | Palermo   | Serie B | 35     | 2          | IP            | 2             | 1             | -                    | 0                    | 0                    | 37     | 3      |
| 1968/69 | Juventus  | Serie A | 24     | 1          | IP            | 5             | 3             | Vel.P                | 4                    | 1                    | 33     | 5      |
| 1969/70 | Sampdoria | Serie A | 27     | 2          | IP            | 3             | 2             | -                    | 0                    | 0                    | 30     | 4      |
| 1970/71 | Milán     | Serie A | 28     | 6          | IP            | 9             | 3             | -                    | 0                    | 0                    | 37     | 9      |
| 1971/72 | Milán     | Serie A | 29     | 4          | IP            | 7             | 1             | UEFA                 | 9                    | 3                    | 45     | 8      |
| 1972/73 | Milán     | Serie A | 29     | 7          | IP            | 7             | 1             | PVP                  | 7                    | 2                    | 43     | 10     |
| 1973/74 | Milán     | Serie A | 26     | 5          | IP            | 6             | 1             | PVP+ES               | 8+2                  | 1+0                  | 42     | 7      |
| 1974/75 | Milán     | Serie A | 28     | 5          | IP            | 11            | 1             | -                    | 0                    | 0                    | 39     | 6      |
| 1975/76 | Milán     | Serie A | 30     | 5          | IP            | 8             | 2             | UEFA                 | 7                    | 2                    | 45     | 9      |
| 1976/77 | Juventus  | Serie A | 30     | 4          | IP            | 9             | 0             | UEFA                 | 12                   | 2                    | 51     | 6      |
| 1977/78 | Juventus  | Serie A | 27     | 5          | IP            | 4             | 2             | PMEZ                 | 7                    | 1                    | 38     | 8      |
| 1978/79 | Juventus  | Serie A | 26     | 3          | IP            | 9             | 1             | PMEZ                 | 2                    | 0                    | 37     | 4      |
| 1979/80 | Řím       | Serie A | 25     | 1          | IP            | 9             | 2             | -                    | 0                    | 0                    | 34     | 3      |
| 1980/81 | Řím       | Serie A | 2      | 0          | IP            | 3             | 0             | PVP                  | 1                    | 0                    | 6      | 0      |
| Celkově | Celkově   | Celkově | 492    | 78         | -             | 92            | 20            | -                    | 59                   | 12                   | 643    | 110    |

## Reprezentační kariéra
Za reprezentaci nastoupil do 55 utkání a vstřelil dvě branky. První zápas odehrál 25. září 1971 proti Mexiku (2:0). Poté reprezentoval svou zem devět let. Byl na dvou turnajích MS (MS 1974 a MS 1978). Nejlepšího umístění bylo 4. místo v roce 1978. Také byl na ME 1980, kde také skončil na 4. místě. Po tomhle turnaji ukončil reprezentační kariéru.

### Statistika na velkých turnajích
| Reprezentace | Rok     | Zápasy                         | Zápasy | Zápasy         | Zápasy           | Zápasy           | Zápasy            |
| Reprezentace | Rok     | Fáze turnaje                   | Datum  | Soupeř         | Odehraných minut | Vstřelené branky | Výsledek          |
| ------------ | ------- | ------------------------------ | ------ | -------------- | ---------------- | ---------------- | ----------------- |
| Itálie       | MS 1974 | 1 zápas ve skupině             | 15. 6. | Haiti          | 90               | 1                | 3:1               |
| Itálie       | MS 1974 | 2 zápas ve skupině             | 19. 6. | Argentina      | 90               | 0                | 1:1               |
| Itálie       | MS 1974 | 3 zápas ve skupině             | 23. 6. | Polsko         | 90               | 0                | 1:2               |
| Itálie       | MS 1978 | 1 zápas ve skupině             | 2. 6.  | Francie        | 90               | 0                | 2:1               |
| Itálie       | MS 1978 | 2 zápas ve skupině             | 6. 6.  | Maďarsko       | 90               | 1                | 3:1               |
| Itálie       | MS 1978 | 3 zápas ve skupině             | 10. 6. | Argentina      | 90               | 0                | 1:0               |
| Itálie       | MS 1978 | 1 zápas v semifinálové skupině | 14. 6. | NSR            | 90               | 0                | 0:0               |
| Itálie       | MS 1978 | 2 zápas v semifinálové skupině | 18. 6. | Rakousko       | 90               | 0                | 1:0               |
| Itálie       | MS 1978 | 3 zápas v semifinálové skupině | 21. 6. | Nizozemí       | 77               | 0                | 1:2               |
| Itálie       | ME 1980 | 1 zápas ve skupině             | 12. 6. | Španělsko      | 34               | 0                | 0:0               |
| Itálie       | ME 1980 | 2 zápas ve skupině             | 15. 6. | Anglie         | 90               | 0                | 1:0               |
| Itálie       | ME 1980 | 3 zápas ve skupině             | 18. 6. | Belgie         | 90               | 0                | 0:0               |
| Itálie       | ME 1980 | o 3. místo                     | 21. 6. | Československo | 35               | 0                | 1:1 (8:9 na pen.) |

## Úspěchy

### Klubové
- 2× vítěz 1. italské ligy (1976/77, 1977/78)
- 1× vítěz 2. italské ligy (1967/68)
- 5× vítěz italského poháru (1971/72, 1972/73, 1978/79, 1979/80, 1980/81)
- 1x vítěz poháru UEFA (1976/77)
- 1x vítěz poháru PVP (1972/73)

### Reprezentační
- 2× na MS (1974, 1978)
- 1× na ME (1980)